# نور میان اقیانوس‌ها (فیلم)
نور میان اقیانوس‌ها (به انگلیسی: The Light Between Oceans) یک فیلم رمانتیک درام بریتانیایی-آمریکایی به نویسندگی و کارگردانی درک سیانفرنس است که اقتباسی از رمانی در سال ۲۰۱۲ به همین نام، اثر ام.ال. استدمن است. در این فیلم بازیگرانی همچون مایکل فاسبندر، آلیسیا ویکاندر، ریچل وایس، برایان براون، امیلی بارکلی، کارن پیستوریوس و جک تامپسون ایفای نقش می‌کنند.
نخستین نمایش فیلم در تاریخ ۱ سپتامبر ۲۰۱۶ و در طی جشنواره فیلم ونیز بود، و سپس در ۲ سپتامبر ۲۰۱۶ توسط تاچ‌استون پیکچرز در ایالات متحده اکران شد.

## خلاصه فیلم
یک سرباز جنگ جهانی که نگهبان جدید یک فانوس دریایی در کنار ساحل از جزایر استرالیا شده، با دختری به نام ایزابل ازدواج کرده و سپس به تنهایی در یک برج دورافتاده زندگی می‌کنند. دوبار جنین خود را از دست می‌دهند؛ ولی هنگامی که یک کودک در یک قایق تفریحی بر روی ساحل رها پیدا می‌شود دعاهای خود را اجابت شده می‌بینند. تام که فکر می‌کند که آنها باید به مقامات اطلاع دهند، در نهایت به خواست ایزابل برای نگه داشتن دخترک تن در می‌دهد. اما سرنوشت، مادر واقعی کودک را در سرزمین اصلی با آنها روبرو می‌کند. حالا تام و ایزابل باید تصمیمی بگیرند که بر زندگی چهار نفر تأثیر خواهد گذاشت.